# Messa di san Gregorio

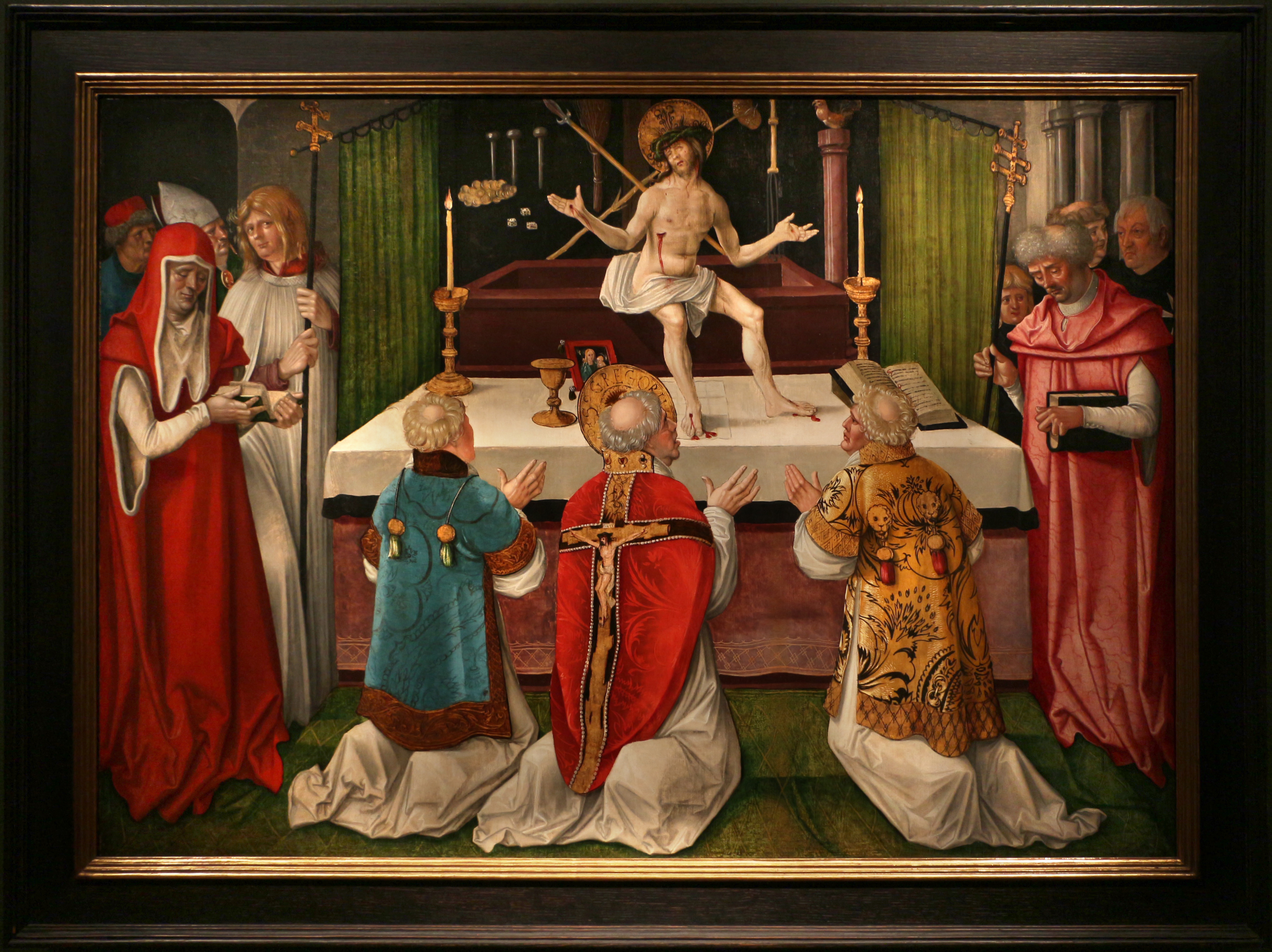
Hans Baldung, Messa di san Gregorio, Cleveland Museum of Art, 1511

La Messa di San Gregorio è un tema iconografico apparso nel cristianesimo medievale e ripreso talvolta anche dopo la Controriforma.

## Definizione
Normalmente le opere con questo soggetto rappresentano un miracolo eucaristico con il papa Gregorio Magno che celebra la messa nella basilica di Santa Pudenziana a Roma davanti alla visione di Cristo come Uomo dei dolori sopra l'altare.
Tuttavia, a causa delle varianti alla leggenda originaria, e degli adattamenti, pur rimanendo nell'ambito eucaristico, invece della più comune apparizione dell'Uomo dei dolori è possibile occasionalmente avere quella di Gesù Bambino (Romanino, Messa di san Gregorio, 1521/1524, olio su tela, Brescia, chiesa di San Giovanni Evangelista, cappella del Santissimo Sacramento; Passignano, San Gregorio papa che comunica una donna incredula, 1587, olio su tavola, Cerreto Guidi, Oratorio della Santissima Trinità). Invece quando il celebrante Gregorio esibisce un corporale insanguinato si tratta più precisamente di un distinto episodio attribuitogli: il cosiddetto miracolo del brandeum (Andrea Sacchi, Messa di san Gregorio, 1625/1627, olio su tela, Città del Vaticano, basilica di San Pietro nonché la piccola  replica ai Musei Vaticani; Denijs Calvaert, San Gregorio e il miracolo del corporale, Bologna, Chiesa dei Santi Gregorio e Siro).

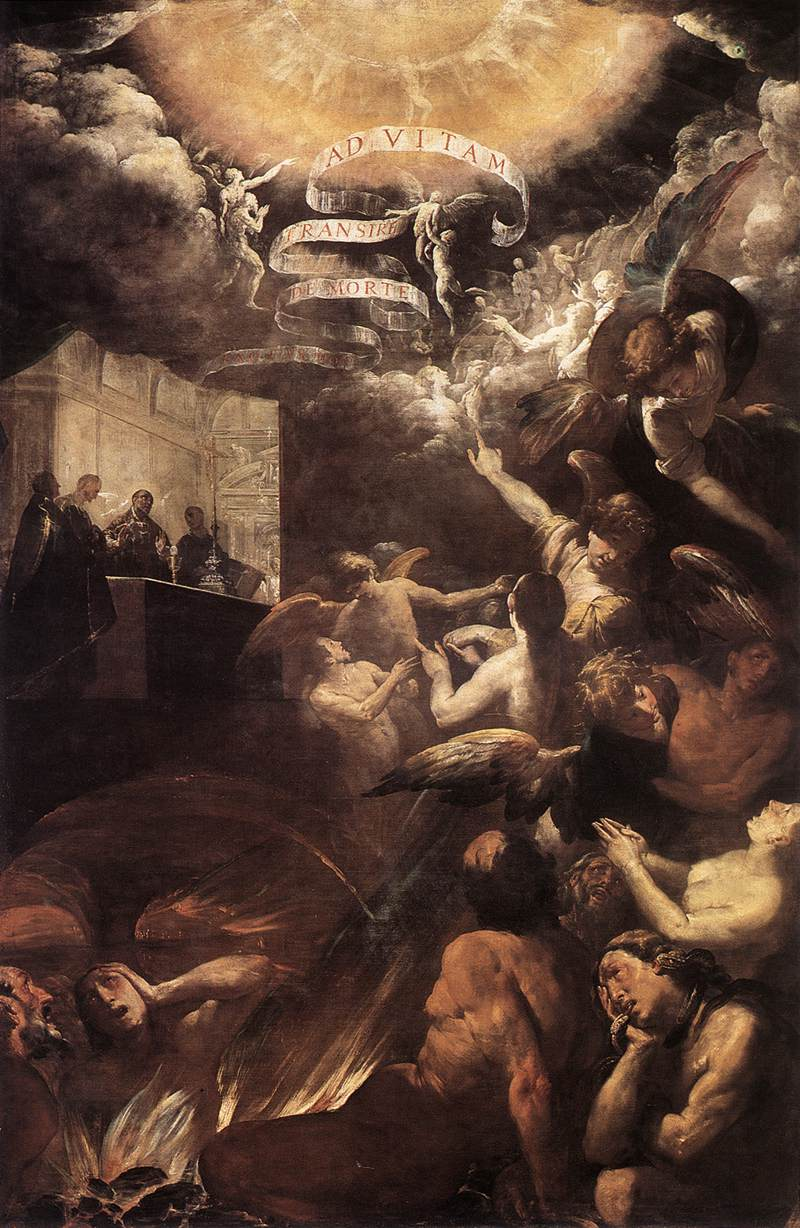
Messa di san Gregorio per le anime purganti, Il Cerano, 1614, Basilica di San Vittore (Varese)

In realtà, perlomeno in ambito italiano, la definizione viene utilizzata anche per le rappresentazioni di quella che avrebbe per titolo completo Messa di san Gregorio per le anime purganti (p.e. Cerano, Messa di san Gregorio, 1614, olio su tela, Varese, basilica di San Vittore). 

## Storia
I riferimenti più remoti attualmente noti risalgono all'VIII secolo, nelle storie di Paolo Diacono e, nel secolo successivo, in quelle di Giovanni di Montecassino. In quest'ultima versione si narra che una donna rise della Comunione, dicendo ad una sua compagna di non credere alla transustanziazione. Subito dopo la preghiera del celebrante l'ostia si trasformò in un dito insanguinato. Diversi testi ripresero questa storia nei secoli successivi, come la Legenda Aurea, e trasformarono la visione del dito nell'apparizione dell'Uomo dei dolori.